# Mayumi Roller
Mayumi „Mimi“ Roller (* 11. März 1991 in Ansonia, Connecticut) ist eine Seglerin der Amerikanischen Jungferninseln.
Bei den Olympischen Sommerspielen 2012 in London belegte sie den 40. Platz in der Bootsklasse Laser Radial. Zusammen mit der Seglerin Kayla McComb-Raab hat sie das Team MK Sailin gegründet, unter anderem, um die Olympiateilnahme 2016 in Rio de Janeiro zu finanzieren. Bei den ISAF Worlds erlangten beide jedoch nur den 42. Platz und somit nicht die Olympiaqualifikation, aber bei den Pan American Games und bei den 49er FX World Championship hat das Team MK Sailin die Chance, die Olympiastartplätze für die amerikanischen Jungferninseln zu sichern und auch daran teilzunehmen.

## Kieler Woche
Mayumi Roller nahm zusammen mit McComb-Raab in der Bootsklasse 49erFX an der Kieler Woche 2014 teil und erreichte in der Gesamtwertung den letzten Platz.